# سينثيا لوميس
سينثيا ماري لوميس وايدرسباين (بالإنجليزية: Cynthia Marie Lummis Wiederspahn)‏ هي سياسية وسيدة أعمال أمريكية من الحزب الجمهوري الأمريكي ولدت في يوم 10 سبتمبر 1954 في مدينة شايان في وايومنغ. أكملت دراسة علم الحيوان في جامعة وايومنغ. شغلت سابقاً منصب العضوة في مجلس النواب الأمريكي من سنة 2009 إلى سنة 2017. وحالياً هي مترشحة لمجلس الشيوخ الأمريكي لخلافة مايك إينزي.